# Pseudechinus variegatus
Pseudechinus variegatus är en sjöborreart som beskrevs av Ole Theodor Jensen Mortensen 1921. Pseudechinus variegatus ingår i släktet Pseudechinus och familjen Temnopleuridae. Inga underarter finns listade i Catalogue of Life.